# Paracanoë aux Jeux paralympiques
Le paracanoë aux Jeux paralympiques est une épreuve paralympique  depuis les Jeux d'été de 2016. Les sportifs présentant tous types de handicap physique et moteur peuvent participer à la compétition.
Le Comité international paralympique a approuvé l'introduction d'une nouvelle classe, Va'a (pirogue à balancier), aux Jeux de Tokyo. Il y aura trois nouveaux événements - le VL2 masculin et féminin et le VL3 masculin, portant à neuf le nombre total d'événements au programme de Tokyo.

## Classification des handicaps
Les athlètes atteints de handicap sont classés en trois catégories :
- KL1 (anciennement LTA) : les athlètes se servent des bras, du tronc et des jambes comme appui pour pagayer ;
- KL2 (anciennement TA) : les athlètes n’utilisent que le tronc et les bras ;
- KL3 (anciennement A) : les athlètes ne peuvent utiliser que le mouvement de leurs bras.

En Va’a, les deux catégories VL2 et VL3 sont également présentes.

## Éditions
La paracanoë fait partie du programme paralympique depuis les Jeux de 2016.
| N°  | Année | Ville          | Meilleure nation |
| --- | ----- | -------------- | ---------------- |
| I   | 2016  | Rio de Janeiro | Grande-Bretagne  |
| II  | 2020  | Tokyo          | Grande-Bretagne  |
| III | 2024  | Paris          | Grande-Bretagne  |

## Tableau des médailles
Les tableaux ci-dessous présentent le bilan, par nations, des médailles obtenues en paracanoë lors des Jeux paralympiques d'été de 2016 à 2020. Le rang est obtenu par le décompte des médailles d'or, puis en cas d'ex æquo, des médailles d'argent, puis de bronze.
| Rang  | Nation          | Or | Argent | Bronze | Total |
| ----- | --------------- | -- | ------ | ------ | ----- |
| 1     | Grande-Bretagne | 6  | 1      | 5      | 12    |
| 2     | Ukraine         | 3  | 3      | 0      | 6     |
| 3     | Australie       | 3  | 2      | 1      | 6     |
| 4     | Allemagne       | 1  | 2      | 1      | 4     |
| 4     | Brésil          | 1  | 2      | 1      | 4     |
| 6     | Hongrie         | 1  | 1      | 1      | 3     |
| 7     | Pologne         | 1  | 0      | 1      | 2     |
| 8     | France          | 0  | 1      | 2      | 3     |
| 9     | Autriche        | 0  | 1      | 0      | 1     |
| 9     | États-Unis      | 0  | 1      | 0      | 1     |
| 9     | RPC             | 0  | 1      | 0      | 1     |
| 12    | Chili           | 0  | 0      | 1      | 1     |
| 12    | Italie          | 0  | 0      | 1      | 1     |
| 12    | Portugal        | 0  | 0      | 1      | 1     |
| Total | Total           | 16 | 15     | 15     | 46    |